# Phi Kun Pan
Phi Kun Pan (* 1. Juni 2003) ist eine malaysische Radrennfahrerin, die verschiedene Disziplinen wie Straße, Bahn und Mountainbike betreibt.

## Sportlicher Werdegang
Phi Kun Pan stammt aus Baling im malaysischen Bundesstaat Kedah und gehört der Minderheit der Thai an. Als Schülerin betrieb sie zunächst Mittelstreckenlauf, bevor sie sich zum Radsport entschloss.
Als Juniorin belegte sie 2020 den zweiten Platz bei den Landesmeisterschaften im Straßenrennen. 2021 und 2022 war sie Mitglied der siegreichen Teamsprint-Mannschaft bei den Landesmeisterschaften auf der Bahn. 2022 wurde sie zudem malaysische U23-Meisterin im Cross-Country XCO. 
Ihren bislang größten Erfolg erzielte sie im Juni 2023, als sie Sechste im gemeinsamen Rennen der Elite und U23 der Asienmeisterschaften wurde. Sie war damit die beste U23-Fahrerin und erste Malaysierin, die eine Goldmedaille bei den Meisterschaften gewann. Zudem sicherte diese Leistung einen Platz für Malaysia im olympischen Straßenrennen 2024. Die Anreise zu den Meisterschaften hatte sie selbst bezahlen müssen.

## Erfolge
2021
 Malaysische Meisterin – Teamsprint (mit Syarifah Nuraisyah Umairah Syed Yusoff und Nurul Izzah Izzati Mohd Asri)
2022
 Malaysische Meisterin – Teamsprint (mit Syarifah Nuraisyah Umairah Syed Yusoff und Nurul Izzah Izzati Mohd Asri)
 Malaysische Meisterin – Cross-Country XCO (U23)
2023
 Asienmeisterin – Straßenrennen (U23)
2024
 Malaysische Meisterin – Einzelzeitfahren
2025
 Malaysische Meisterin – Teamsprint (mit Nurul Izzah Izzati Mohd Asri und Nurul Nabilah Mohd Asri)